# 대한민국 민사소송법 제71조
대한민국 민사소송법 제422조는 보조참가에 대한 민사소송법조문이다.

## 조문
제71조(보조참가) 소송결과에 이해관계가 있는 제3자는 한 쪽 당사자를 돕기 위하여 법원에 계속중인 소송에 참가할 수 있다. 다만, 소송절차를 현저하게 지연시키는 경우에는 그러하지 아니하다.

## 같이 보기
- 보조참가